# Lloma de Betxí
La Lloma de Betxí és un jaciment arqueològic de l'edat del bronze, situat sobre un turó a 99 msnm i 30 metres sobre el tàlveg (la línia que marca la part més profunda d'una vall i és el camí pel qual discorren les aigües dels corrents naturals), proper a la ribera del riu Túria i pròxim a la ciutat de València. Es troba a la partida de la Vallesa de Mandor. Data d'entre el 1800 i el 1300 a. C. dins de l'anomenada edat del bronze valencià.

## Historiografia i excavació
Les primeres notícies sobre aquest jaciment es remunten a 1928 i ens arriben gràcies a Gómez Serrano, en l'obra ja apareix citada com a poblat de l'edat del bronze. Caldrà esperar a 1973, moment en el qual L'Enciclopèdia de la Regió Valenciana li dedica algun paràgraf.
La primera excavació hi va tenir lloc el 1984 i va ser dirigida per Helena Bonet, Joan Bernabeu i María Jesús de Pedro, sota supervisió del SIP. Les excavacions es van succeir a partir de 1985 ja sota la direcció de Maria Jesús de Pedro (amb alguna interrupció el 1986 i 1992), i es van acabar el 1997. Els materials recuperats es conserven al Museu de Prehistòria i Servei d'Investigació Prehistòrica de la Diputació de València.

## Cronologia
La periodització per a l'edat del bronze al País Valencià és complexa. El debat gira entorn de dos eixos geogràfics: el sud vinculat a la cultura argàrica i el nord dominat pel bronze valencià. Per aquest es consideren tres períodes: Bronze antic i ple 1800/1700 - 1300/1200 a.C .; Bronze tardà 1300/1200 - 1000/900 a.C. i Bronze final 900-700 a.C. El jaciment de la Lloma de Betxí es data entre el 1800 -1300 a.C., moment en què el poblat va ser abandonat.
Durant tot el bronze valencià hi ha proves d'un clar increment demogràfic respecte a l'etapa anterior. Les diferències d'ubicació, visibilitat territorial i grandària, entre els diferents poblats són evidents. El mateix passa amb les obres de condicionament dutes a terme en diferents jaciments, que apunten a l'existència de certs elements jeràrquics.

## Situació i entorn

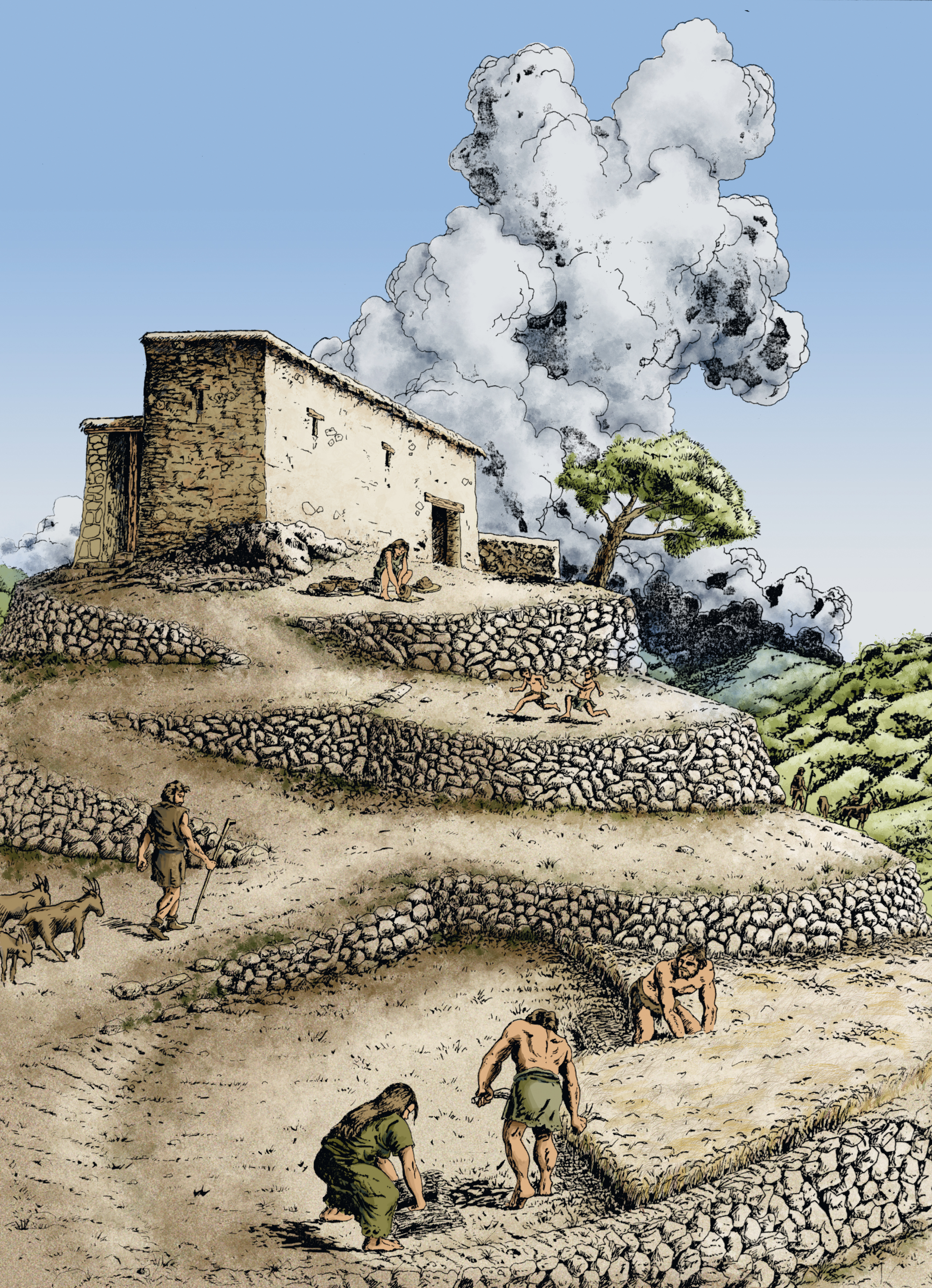
Interpretació de les restes constructives de la Lloma de Betxí

L'assentament es troba sobre un turó baix, de composició argilo-llimosa, sobre un llit natural format per graves i pedres adherides al mantell rocós que és visible en alguns punts del turó on l'erosió ha estat més intensa. És orientat nord-oest/sud-est, de forma allargada, amb unes dimensions a la part superior d'aproximadament 50 × 20 metres i, tot i que l'alçada mitjana és de 99 metres, el desnivell respecte a la plana circumdant és tan sols de 30 metres.
L'entorn immediat presenta dues unitats distintives. D'una banda, hi ha el pla al·luvial del riu Túria al sud, que està format per sòls profunds que presenten una potencialitat agrària elevada. Mentre que per l'altre hi ha els relleus que emmarquen al riu al nord, i que estan formats per calcàries i margues del Miocè, amb una topografia irregular, que són de baixa fertilitat. En línies generals, es pot afirmar que els voltants mostren una gran capacitat per al desenvolupament agrari.
Les anàlisis antracològiques parlen, per al subboreal, d'una flora caracteritzada per vegetació termomediterrània, i d'estepes de substitució. Mentre que a les zones pròximes al Túria existiria vegetació de ribera, a les obagues hi havia una vegetació supramediterrània. El clima mostra una estacionalitat marcada, encara que la degradació estaria més vinculada a la pressió antròpica que als rigors climàtics. L'existència de fauna silvestre (cérvol o cabirol), indiquen la presència de boscos pròxims i d'unes condicions ambientals relativament humides.

## Bases de subsistència

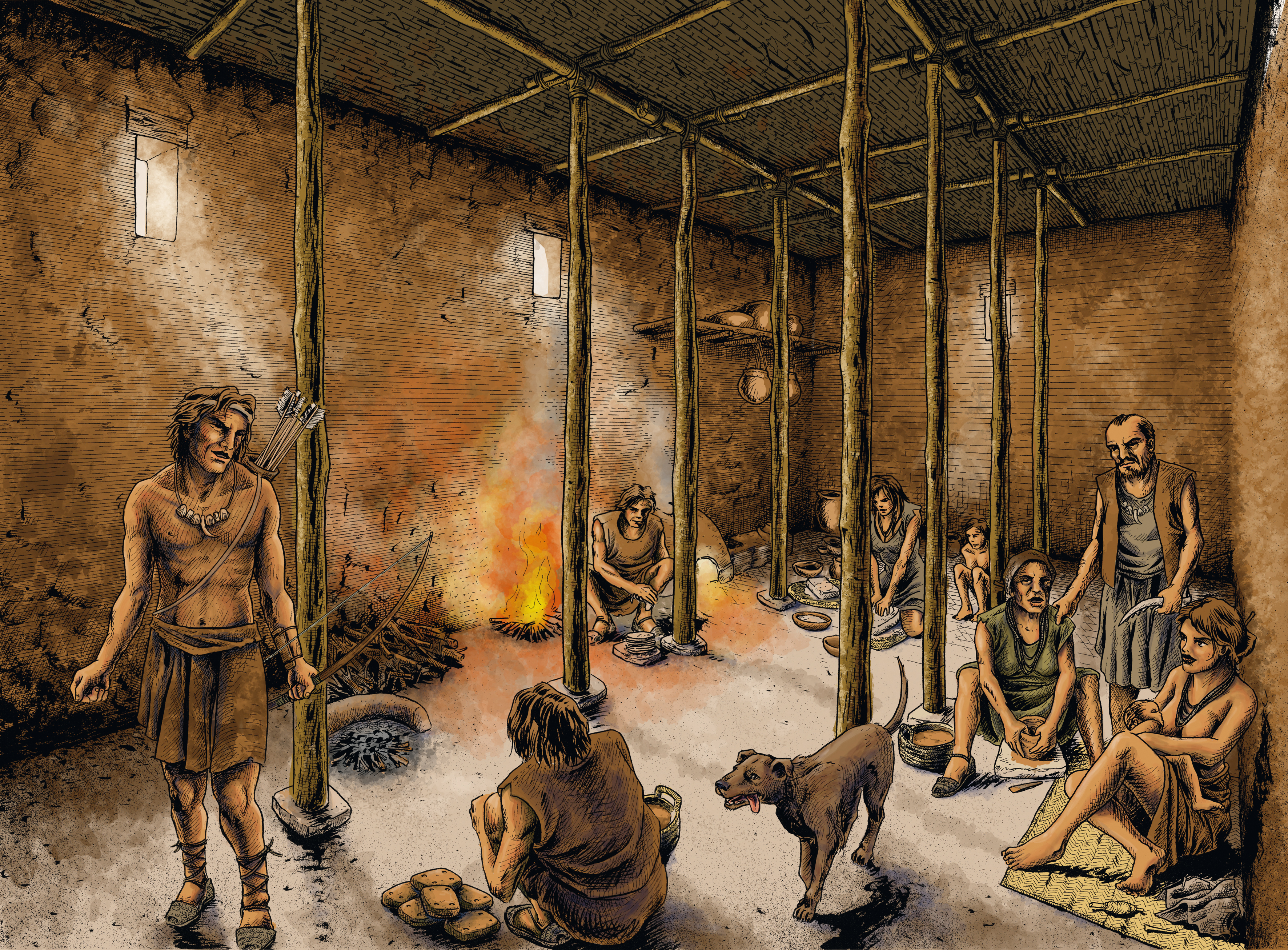
Activitats domèstiques a l'edat de bronze en la Lloma de Betxí.

Durant el III i II mil·lenni a.C., la metal·lúrgia, primer de coure i després de bronze, no altera les bases de l'economia en terres valencianes. Els canvis en aquest trànsit s'associen al desenvolupament agrícola i ramader. A la Lloma de Betxí les peces més característiques trobades són aquelles lligades al cultiu i recol·lecció de cereals (falçs, ceràmica contenidora, molins, forns de pa, etc.). S'hi van trobar principalment traces d'ordi vestit i blat nu, amb predomini de la primera. També es constata la presència de llegums (faves, pèsols i llenties). S'hi van trobar glans, un altre element present important tant per al bestiar com per als humans.
Les restes de fauna a la Lloma de Betxí, mostren el predomini d'espècies domèstiques: cabres i ovelles, seguides pel bou, porc i gos. Això ens parla d'importants activitats ramaderes, que durant el bronze també permetran la generalització de l'ús dels productes secundaris, així com una major independència de les activitats pastorals enfront de les agràries. Les restes de formatgeres i de peces de teler, confirmen l'aprofitament lacti i tèxtil. També hi ha abundants restes de fauna silvestre, entre les quals destaca el cérvol, el que indica que la caça tenia un paper complementari en l'abastament alimentari.
A la Lloma de Betxí també s'han documentat activitats metal·lúrgiques, en una de les fases més recents a l'àrea de fosa i enclusa. S'hi fa utillatge amb matèries d'origen animal, que no va minvar respecte a etapes anteriors, sinó que va evolucionar per respondre a les necessitats d'uns nous tipus de consum, eel que va donar lloc a l'aparició de noves eines. Especialment rellevant és la troballa de dotze botons d'ivori a l'interior d'un bol, en una zona delimitada clarament com a magatzem. Són uns materials exòtics que haurien tingut un valor especial.
L'estudi sedimentològic indica que es va modificar intencionadament la topografia del turó, mitjançant la construcció d'aterrassaments i un coneixement notable de les propietats dels materials, com es pot constatar en la cisterna que es va impermeabilitzar amb argila. L'organització de l'espai, els accessos complexos i la preparació de l'espai, indiquen que es tracta d'una població molt experta en tècniques constructives.

## Ritual funerari

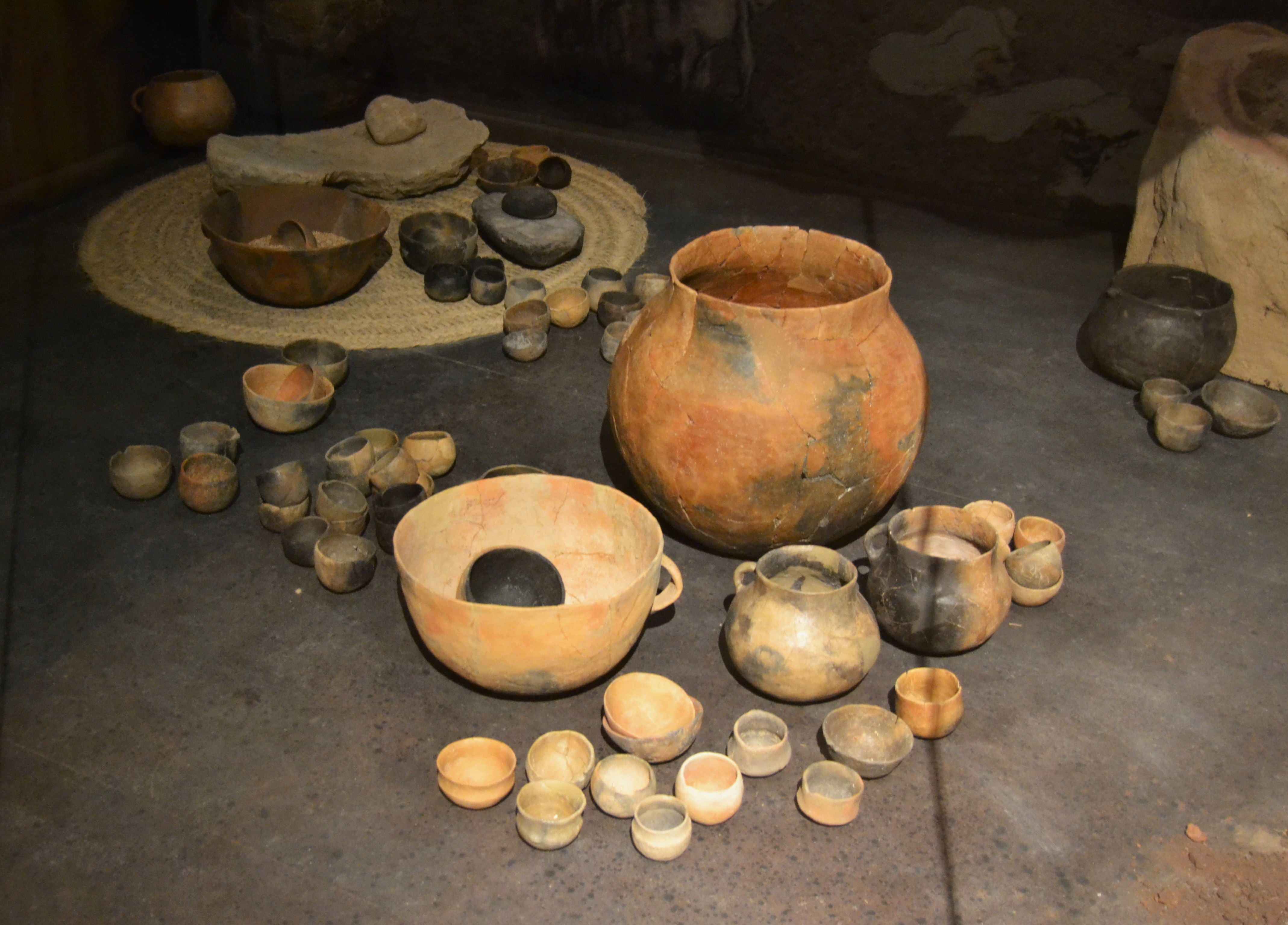
Aixovar ceràmic compost per més d'un centenar de vasos: olles i gerres de grans dimensions, bols, cassoles, vasos geminats, vasos carenats, coladors i fotmatgeres. Lloma de Betxí.

Van aparèixer dos sepulcres humans: un individu senil al costat del esquelet d'un petit cànid, i un altre delimitat per una estructura de pedres de forma circular, en posició fetal amb cames i braços doblegats. No obstant això, a l'interior es va constatar la presència de restes humanes disperses, entre restes de fauna. La manipulació de les restes humanes, és un fet constatat en altres contextos de l'edat del bronze. Això s'ha interpretat com traça d'un nou ritual funerari, davant l'anterior de l'Horitzó Campaniforme.

## Interpretació
El jaciment conté un emplaçament situat en un petit turó de poca alçada amb un desnivell de quinze metres, sobre les terrasses de la part baixa, i de 25 m sobre la plana circumdant. La plataforma superior allotja una construcció de dues habitacions i un corredor lateral, amb una extensió total de 3750 m² incloent els aterrassaments. Les preocupacions defensives van haver d'estar en segon pla, a causa de l'absència de muralles i a la seva escassa alçada. El control visual és mínim i l'únic poblat proper visible, és el de Carassols, a l'altre costat del Túria. Per tot això la seva explotació estaria relacionada amb el cultiu de cereals, a les terres properes. La seva seqüència cultural és llarga i abasta, basant-se en el carboni 14, des dels inicis del bronze antic i ple (3725 ± 60 BP i 3505 ± 55 BP) fins als darreres segles del segon mil·lenni a.C.
Aquest jaciment ha donat elements rellevants per poder interpretar les tècniques constructives de l'Edat del Bronze. En primer lloc, s'hi veu un sistema complex d'aterrassaments, que en la part superior són ocupats per una gran edificació composta per dos grans departaments i un passadís lateral. La reconstrucció de les dues habitacions superiors, a partir de la sedimentació acumulada, dona un resultat d'una alçada superior als quatre metres. Això permet considerar l'existència d'un terrabstalle, que hauria pogut servir com a habitatge o espai domèstic.
El model de poblat recorda al de Las Motillas del bronze manxec. S'hi pot obervar una sèrie de llocs on es concentren les activitats econòmiques d'una població que habita a la plana. La gran estructura central i més elevada era probablement un espai comunal, per a l'emmagatzematge i per a diverses activitats econòmiques i artesanals. En el registre arqueològic no es troben béns de prestigi social, però sí una gran quantitat de gra, suficient per alimentar un grup reduït. Les dimensions de l'assentament no semblen indicar que es tracti d'un poblat rellevant en un marc territorial ampli i recorda a un petit caseriu dedicat a l'agricultura.